# Niebieska Turnia
Niebieska Turnia (niem. Mittlerer Seealmturm, słow. Nebeská veža, węg. Niebieska-torony) – wznosząca się na wysokość 2262 m turnia we wschodniej grani Świnicy, oddzielona od Gąsienicowej Turni Niebieską Przełączką Wyżnią, a od Zawratowej Turni Niebieską Przełęczą. Jej północne stoki opadają do Mylnej Kotlinki w najwyższym piętrze Doliny Zielonej Gąsienicowej, zaś południowe do polodowcowego kotła Dolinki pod Kołem (górne piętro Doliny Pięciu Stawów Polskich). Górna część tych stoków, zarówno z południowej, jak i północnej strony, to strome ściany, w których znajdują się drogi wspinaczkowe. Turnia jest trudno dostępna (najłatwiej od strony zachodniej z Niebieskiej Przełączki Wyżniej w 10 min), lecz dość często odwiedzana przez taterników. Od strony wschodniej podcięta jest uskokiem o wysokości prawie 40 m, zazwyczaj pokonuje się go przez zjazd na linie.
Nazwa turni pochodzi nie od barwy skał, lecz od góralskiego nazwiska Niebies.
Pierwsze wejścia:
- latem: Zofia Kordysówna, Zygmunt Klemensiewicz i Roman Kordys 19 sierpnia 1907 r.
- zimą: Marek Korowicz, Adam Sokołowski, Marian Sokołowski 9 kwietnia 1924 r.[5]

Z południowych stoków opada żleb. Przecina go, sporo poniżej wierzchołka Niebieskiej Turni czerwony szlak turystyczny z Kasprowego Wierchu na Zawrat.
21 maja 2018 doszło do obrywu skalnego z Niebieskiej Turni, w wyniku czego na odcinku około 30 metrów zniszczony został fragment czerwonego szlaku turystycznego między Świnicą a Zawratem. Trasa została zamknięta do odwołania. Szlak ponownie został otwarty 19 maja 2021. Obecnie jest to szlak jedno kierunkowy w kierunku Zawrat -Świnica.

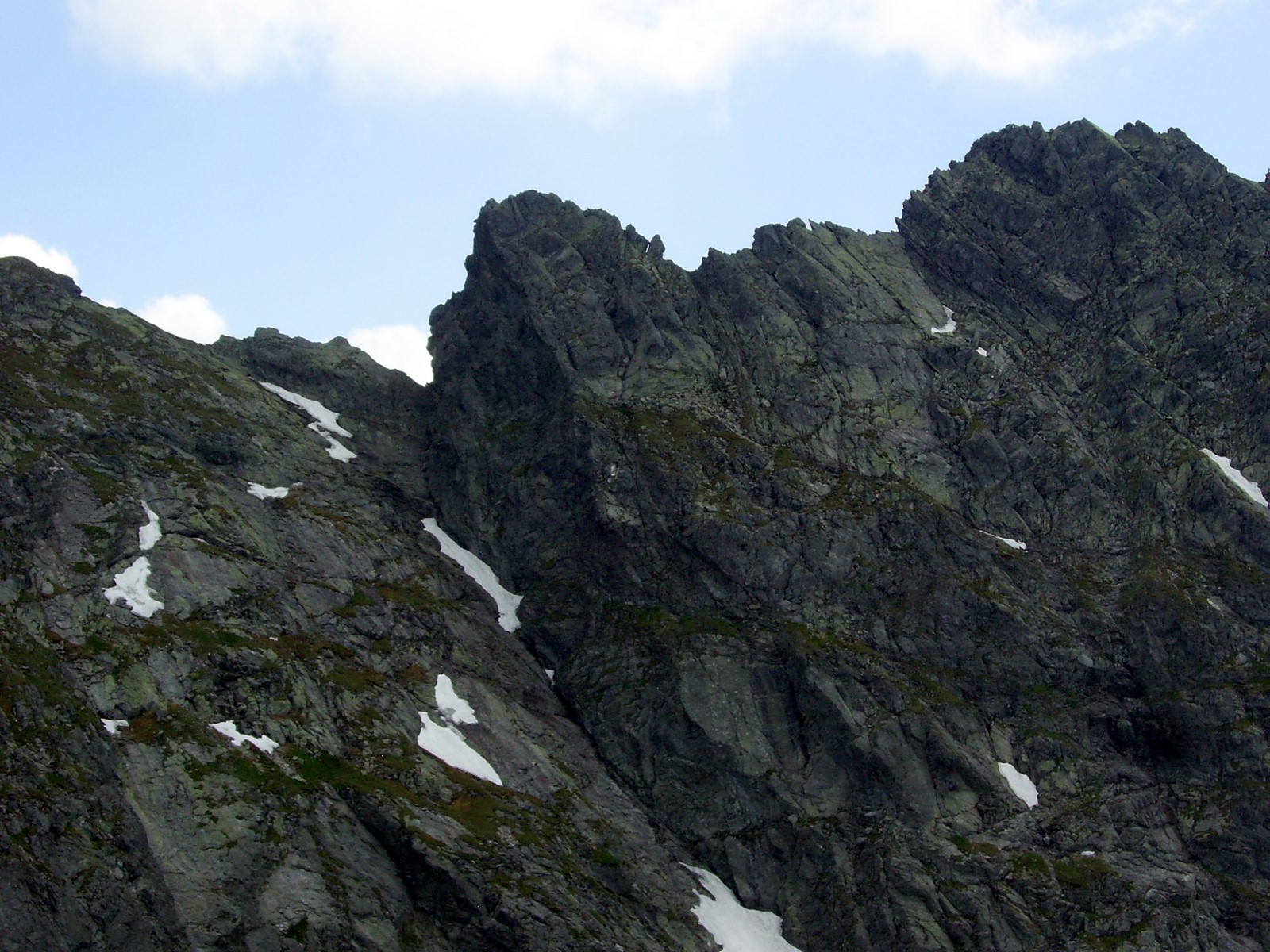
Widok z Kościelca
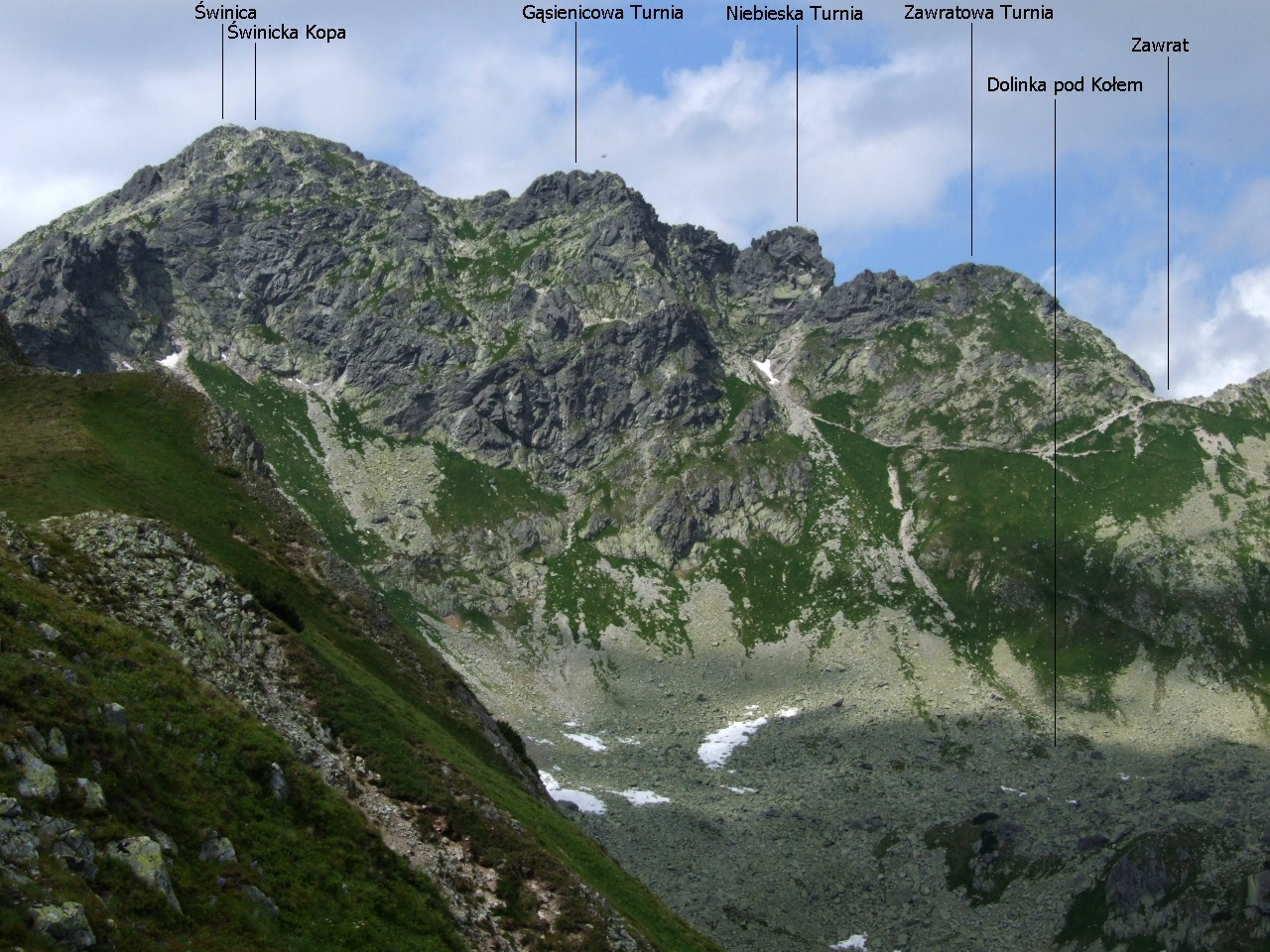
Widok z Gładkiej Przełęczy
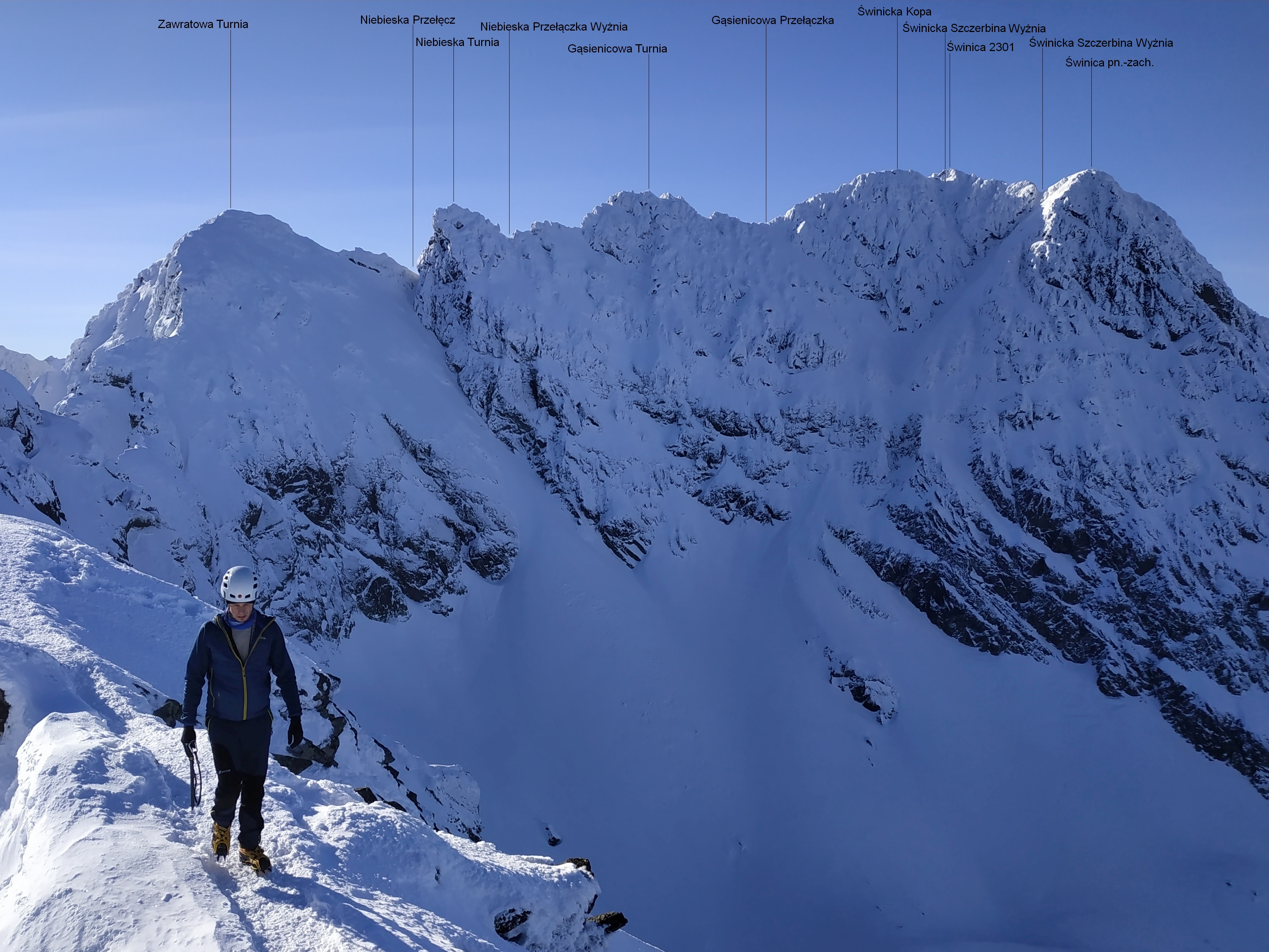
Widok z Kościelca
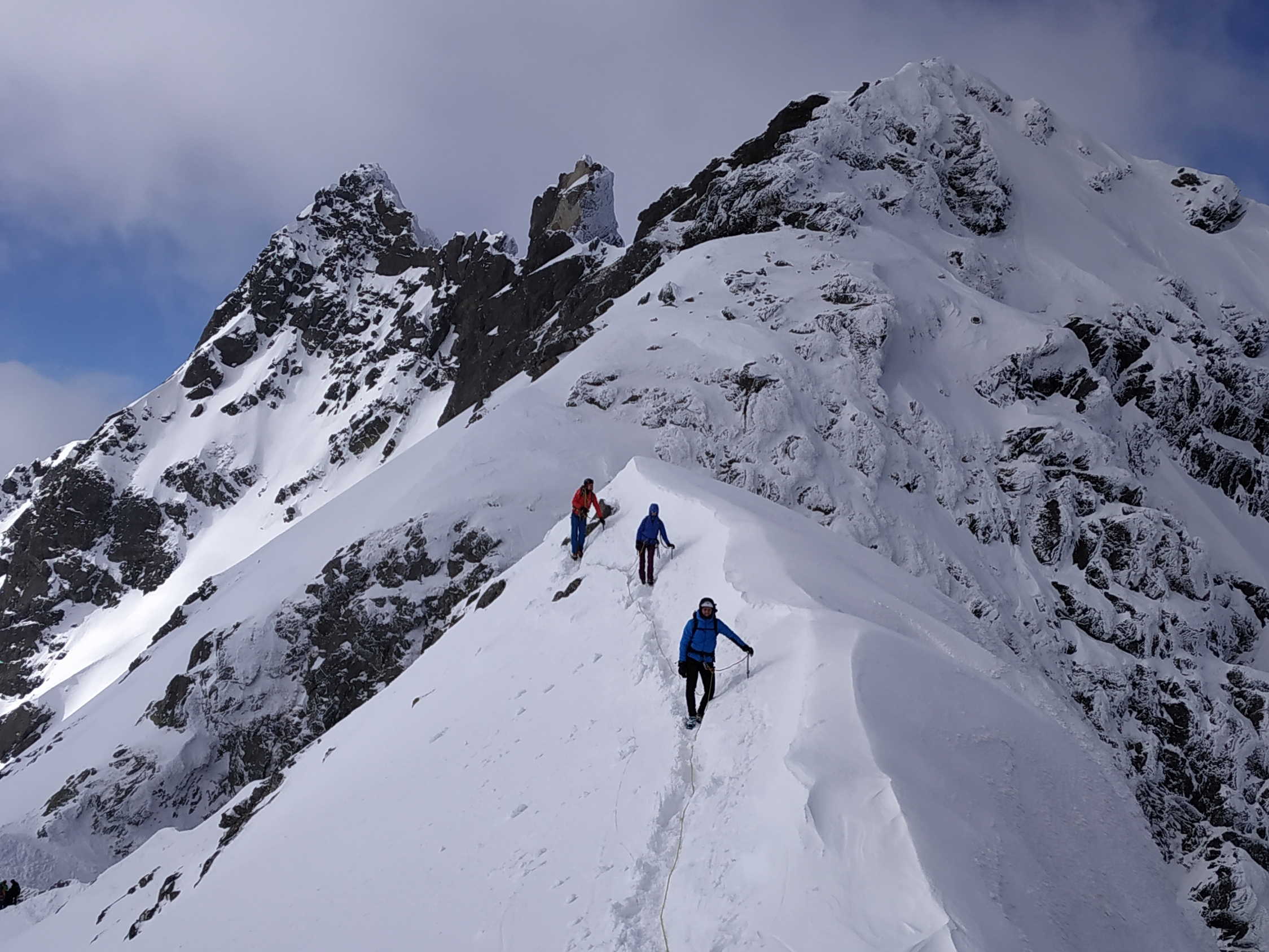
Widok z Orlej Perci. Od lewej; Świnica, Niebieska Turnia, Zawratowa Turnia